# Николаевская инженерная академия
Никола́евская инжене́рная акаде́мия — военное учебное заведение Российской империи, известное также как Николаевская военно-техническая академия.

## История

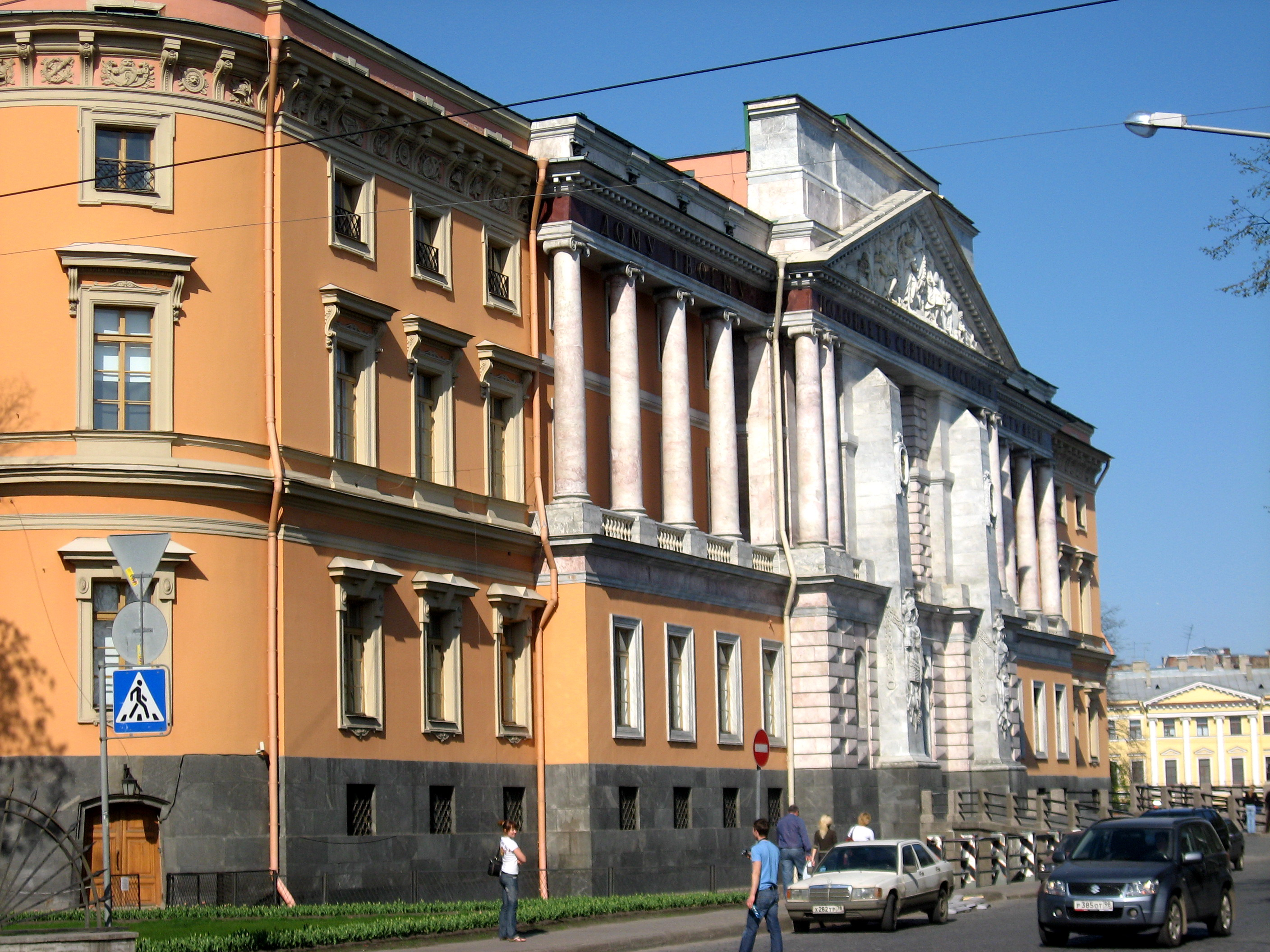
Михайловский — Инженерный замок. С 1820 г. в нём располагалось Главное инженерное училище.

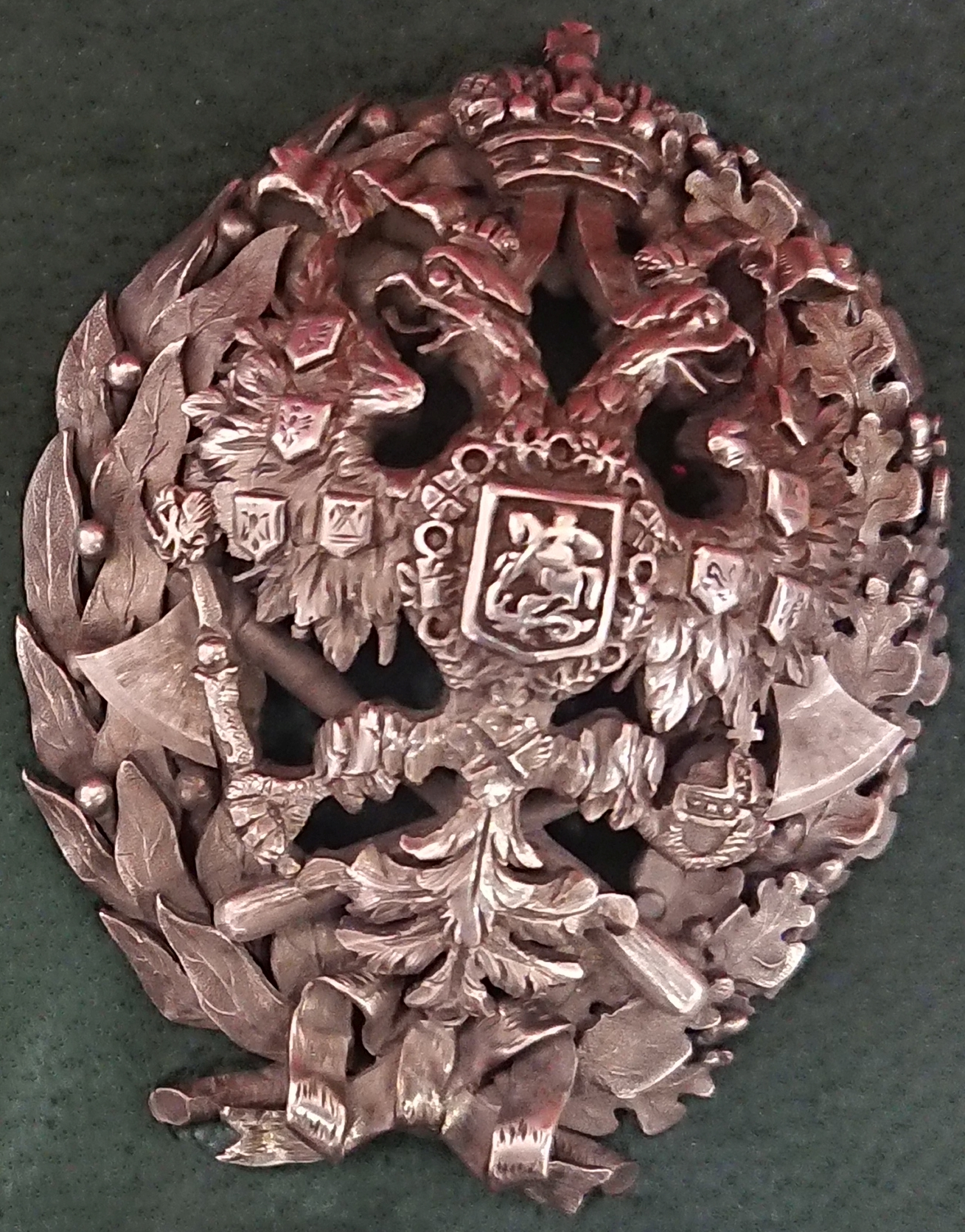
Знак об окончании Николаевской инженерной академии. До 1917 г.

Создана в 1855 году на базе возникших в 1810 году офицерских классов Николаевского инженерного училища. Историческая связь, как и связанность и взаимозависимость учебных планов и программ, сохранялась между Николаевской инженерной академией и Николаевским инженерным училищем, что позволяло поддерживать более высокое качество инженерного образования. Примером этого сотрудничества, в частности, было совместное, училищем и академией, издание журнала «Инженерные записки» (с 1857 года переименован в «Инженерный журнал»).
В академии изучались фортификация, фортификационное черчение, строительное искусство, строительное черчение, архитектура, архитектурное рисование, высшая математика, начертательная геометрия, топография, топографическое черчение, химия, военная администрация, механика, военная история, железные дороги, минералогия, фортификационные, строительные и архитектурные проекты. В 1893 году заведовать обучающимися офицерами был приглашён В. С. Юрьев. Поддерживалась традиция уникального качества преподавательского состава: в числе преподавателей были многие видные деятели российской науки, среди которых Д. И. Менделеев (химия), Г. А. Леер (военная история), Н. К. Шильдер и др.
Всего академия за время своего существования выпустила 2097 человек.
Работа академии была приостановлена после начала Первой мировой войны в 1914 году, в 1917 году закрыта, но в ноябре того же года восстановлена под названием Военно-инженерной академии, которая, в свою очередь, была в 1923 году объединена с Электротехнической академией под новым названием: Военная академия инженерных войск и электротехники. А в 1925 году произошло объединение с Артиллерийской академией с образованием Ленинградской военно-технической академии, где прежняя научно-педагогическая школа продолжала существовать, как отдельный инженерный факультет. Однако затем научно-педагогическая школа военных инженеров академии попала в сталинскую опалу и в 1932 году была предпринята произвольная и крайне неудачная попытка перемещения инженерного факультета в Москву, что могло оторвать его от исторических корней, необходимых для дальнейшего развития. В 1939 году нарком ВМФ Н. Г. Кузнецов добился возвращения Морского инженерного факультета в Ленинград — на его историческую почву, необходимую для успешного существования и развития традиций инженерной научно-педагогической школы

## Начальники академии
- 1855—1860 — генерал-лейтенант П. К. Ломновский[5][6]
- 1860—1866 — генерал-майор М. П. фон Кауфман
- 1866—1886 — генерал-майор, с 1871 генерал-лейтенант С. А. Тидебель
- 1886—1899 — генерал-майор, с 1893 генерал-лейтенант Н. К. Шильдер
- 1899—1906 — генерал-майор, с 1902 генерал-лейтенант Е. С. Саранчов
- 1906—1914 — генерал-лейтенант Н. А. Крюков
- 1914—1918 — генерал-майор А. А. Саткевич
- 1918—1923 — Ф. И. Голенкин

## Известные выпускники
- Бульмеринг, Евгений Михайлович (1834—1897) — Керченский комендант, герой русско-турецкой войны 1877—1878 гг.
- Вегенер, Александр Николаевич (1882—1927) — русский военный воздухоплаватель, военный инженер и авиаконструктор.
- Глинка-Янчевский, Станислав Казимирович (1844—1921) — инженер-капитан Русской императорской армии, писатель, публицист, редактор.
- Колобов, Михаил Викторович (1868—1944) — русский генерал-майор, участник Белого движения на востоке России. Военный инженер-путеец, конструктор. Создатель русских фронтовых бронепоездов.
- Кривошеин, Григорий Григорьевич (1868—1940) — генерал-майор (с 1912 г.), мостостроитель.
- Кюи, Цезарь Антонович (1835—1918) — композитор и музыкальный критик, профессор фортификации, инженер-генерал
- Ласковский, Фёдор Павлович (1843—1905) — генерал-лейтенант (с 1896), участник Русско-турецкой войны 1877—1878 гг..
- Лихачёв, Дмитрий Фёдорович (1853—1908) — генерал-майор РИА, начальник инженеров крепости Карс.
- Маслов, Алексей Николаевич (1853—1922) — инженер-генерал, русский писатель и публицист.
- Миллер, Анатолий Иванович (1860—19??) — генерал-лейтенант (с 1917), участник русско-японской войны 1904-05.
- Поливанов, Алексей Андреевич — русский военный деятель,
- Ракинт, Николай Александрович (1850—1922) — генерал-майор инженер, брат генерал-майора Ракинта В. А.
- Стерлигов, Дмитрий Владимирович (1874—1919) — архитектор, реставратор и преподаватель.
- Чекмарёв, Николай Иванович (1849–не ранее 1926) — генерал-майор, архитектор, участник русско-турецкой войны 1877–1878.
- Шперк, Венедикт Фридрихович (1895—1980) — военный инженер и историк.
- Степанов, Филипп Петрович(1857—1933)—участник русско-турецкой войны, первый публикатор Протоколов сионских мудрецов

## Почётные члены
- Герстфельд, Эдуард Иванович (с 1869 года)

## Профессоры
- Зиборов, Михаил Николаевич

- Колпычев, Владимир Владимирович
- Стаценко, Вадим Платонович